# Euidella blairmontensis
Euidella blairmontensis är en insektsart som beskrevs av Frederick Arthur Godfrey Muir 1926. Euidella blairmontensis ingår i släktet Euidella och familjen sporrstritar. Inga underarter finns listade i Catalogue of Life.